# 오딘의 이름 목록
노르드 신화의 주신 오딘은 각종 문헌들을 다 털어 나오는 200여개 이상의 이름을 가지고 있다.
| 고대 노르드어               | 한글 표기                      | 의미                                            | 출전 |  |
| --------------------------- | ------------------------------ | ----------------------------------------------- | --- |  |
| Aldafǫðr                    | 알다포드                       | 사람(또는 시대/세계)의 아버지                   | 〈오딘의 이름들〉(1), 〈바프스루드니르가 말하기를〉(4, 53) |  |
| Aldagautr                   | 알다가우트                     | 사람(또는 시대/세계)의 가우트                   | 〈발드르의 꿈〉(2) |  |
| Alfǫðr                      | 알포드                         | 만물의 아버지                                   | 〈귈피의 속임수〉, 〈시어법〉, 〈그림니르가 말하기를〉(48), 〈오딘의 이름들〉(2) |  |
| Algingautr                  | 알깅가우트                     | 늙은 가우트                                     | 아이슬란드 룬 시가(4) |  |
| Angan Friggjar              | 앙간 프리갸르                  | 프리그의 기쁨                                   | 〈무녀의 예언〉(54) |  |
| Arnhǫfði                    | 아른호프디                     | 수리 머리                                       | 〈오딘의 이름들〉(2) |  |
| Atriðr, Atriði              | 아트리드, 아트리디             | 공격하는 기수(騎手)                             | 〈귈피의 속임수〉, 〈그림니르가 말하기를〉(48), 〈오딘의 이름들〉(1) |  |
| Asagrim (< *Ásagrimmr)      | 아사그림                       | 에시르의 주                                     | 〈자랑스러운 알프의 주〉 |  |
| Auðun                       | 안둔                           | 부(富)의 친구                                   | 〈오딘의 이름들〉(1) |  |
| Bági ulfs                   | 바기 울프스                    | 늑대의 적                                       | 〈돌이킬 수 없는 참척〉(23) |  |
| Baldrsfaðr                  | 발드르스파드                   | 발드르의 아버지                                 | |  |
| Báleygr                     | 발레위그                       | 불타는 눈                                       | 〈귈피의 속임수〉, 〈시어법〉, 〈그림니르가 말하기를〉(47), 할프레드 반드레다스칼드의 〈하콘의 드라파〉(6), 기슬 일루가손의 Erfikvæði um Magnús berfœtt (1), þulur, Óðins nöfn (6), Grettisrímur V (61)                                        |  |
| Biflindi                    | 비플린디                       | 창을 흔드는 자/방패를 흔드는 자                 | 〈귈피의 속임수〉, 〈그림니르가 말하기를〉(49), 〈오딘의 이름들〉(6) |  |
| Bileygr                     | 빌레위그                       | 번쩍이는 눈                                     | 〈귈피의 속임수〉, 〈그림니르가 말하기를〉(47), þulur, 〈오딘의 이름들〉(5) |  |
| Blindi, Blindr              | 블린디, 블린드                 | 눈먼                                            | 〈귈피의 속임수〉, 〈훈딩을 죽인 자 헬기의 두 번째 서사시〉(산문) |  |
| Brúni, Brúnn                | 브루니, 브룬                   | 갈색, 곰                                        | 〈오딘의 이름들〉(6) |  |
| Bǫðgæðir                    | 보드게디르                     | 전투의 증폭자                                   | |  |
| Bǫlverkr                    | 볼베르크                       | 사악한 일을 하는 자 또는 사악한 일              | 〈귈피의 속임수〉, 〈시어법〉, 〈높으신 분이 말하기를〉(109), 〈그림니르가 말하기를〉(47), 〈오딘의 이름들〉(7) |  |
| Bragi                       | 브라기                         | 군장                                            | |  |
| Bróðir Vilis, Bróðir Vilja  | 브로디르 빌리스, 브로디르 빌랴 | 빌리의 형제                                     | |  |
| Burr Bors                   | 부르 보르스                    | 보르의 아들                                     | |  |
| Byrlindi                    | 뷔를린디                       | 비플린디(Biflindi)의 변형                       | Sturlaugsrímur III (50) |  |
| Darraðr, Dorruðr            | 다라드, 도루드                 | 창잡이                                          | |  |
| Draugadróttinn              | 드라우가드로틴                 | 산송장의 주인                                   | 〈윙글링 일족의 사가〉 |  |
| Dresvarpr                   | 드레스바르프                   |                                                 | 〈오딘의 이름들〉(2) |  |
| Ein skǫpuðr galdra          | 에인 스코푸드 갈드라           | 마법노래들의 유일한 작곡자                      | |  |
| Ennibrattr                  | 엔니브라트                     | 곧추선 이마                                     | 〈오딘의 이름들〉(6) |  |
| Eylúðr                      | 에윌루드                       | 언제나 흥성이는                                 | 〈오딘의 이름들〉(6) |  |
| Faðmbyggvir Friggjar        | 파듬뷔그비르 프리갸르          | 프리그의 품 속에 사는 자                        | |  |
| Faðr galdr                  | 파드 갈드                      | 마법노래의 아버지                               | |  |
| Farmagnuðr, Farmǫgnuðr      | 파르마그누드, 파르모그누드     | 여행하는 권능자                                 | Háleygjatal (2), 〈시어법〉 |  |
| Farmaguð, Farmatýr          | 파르마구드, 파르마튀르         | 화물(또는 짐)의 신                              | 〈귈피의 속임수〉, 〈시어법〉, 〈그림니르가 말하기를〉(48), 〈오딘의 이름들〉(2) |  |
| Farmr arma Gunnlaðar        | 파름 아르마 군늘라다르         | 군늘로드의 무기의 짐                            | |  |
| Farmr galga                 | 파름 갈가                      | 교수대의 짐                                     | |  |
| Fengr                       | 펭그                           | 가져오는 자 또는 사로잡는 자                    | 〈오딘의 이름들〉(2) |  |
| Fimbultýr                   | 핌불튀르                       | 혹독한 신                                       | 〈무녀의 예언〉(60) |  |
| Fimbulþulr                  | 핌불툴르                       | 혹독한 튈레                                     | 〈높으신 분이 말하기를〉(80, 142) |  |
| Fjallgeiguðr                | 퍌게이구드                     | 변신하는 신                                     | 〈오딘의 이름들〉(2) |  |
| Fjǫlnir                     | 푤니르                         | 현명한 자, 숨기는 자                            | 〈그림니르가 말하기를〉(47), 〈레긴이 말하기를〉(18), 〈귈피의 속임수〉(3, 20), 그 외 많은 스칼드 시가, þulur, 〈오딘의 이름들〉(2), Skíðaríma (91, 174)                                                                                       |  |
| Fjǫlsviðr                   | 푤스비드르                     | 매우 현명한                                     | 〈귈피의 속임수〉, 〈그림니르가 말하기를〉(47), 〈오딘의 이름들〉(2) |  |
| Fjǫrgynn                    | 표르귄                         | 대지                                            | 〈로키의 말다툼〉(26), 〈무녀의 예언〉(56) |  |
| Foldardróttinn              | 폴다르드로틴                   | 대지의 주인                                     | |  |
| Forni                       | 포르니                         | 고대의 존재                                     | |  |
| Fornǫlvir                   | 포르놀비르                     | 고대의 올비르                                   | 〈오딘의 이름들〉(2) |  |
| Fráríðr, Fráríði            | 프라리드, 프라리디             | 앞서 말달려 나가는 자                           | 〈오딘의 이름들〉(2), Grettisrímur III (1), Sturlaugsrímur VI (47) |  |
| Frumverr Friggjar           | 프룸베르 프리갸르              | 프리그의 첫 번째 남편                           | |  |
| Fundinn                     | 푼딘                           | 발견                                            | Óláfsrímur Tryggvasonar A III (1) |  |
| Gagnráðr                    | 가근라드                       | 유리한 조언자                                   | 〈바프스루드니르가 말하기를〉(8, 9, 11, 13, 15, 17) |  |
| Galdrafǫðr                  | 갈드라포드                     | 마법노래들의 아버지                             | |  |
| Gangari, Ganglari, Gangleri | 강가리, 강글라리, 강글레리     | 방랑자                                          | 〈귈피의 속임수〉, 〈그림니르가 말하기를〉(46), 〈오딘의 이름들〉(3) |  |
| Gangráðr                    | 강그라드                       | 엇나가는 조언자, 여행하는 조언자                | 〈오딘의 이름들〉(3) |  |
| Gapþrosnir                  | 가프트로스니르                 | 벌어진 광란에 빠진 자                           | 〈오딘의 이름들〉(3) |  |
| Gautatýr                    | 가우타튀르                     | 기트인의 신                                     | 〈시어법〉, 에위빈드 스칼다스필리르의 〈하콘이 말하기를〉(1) |  |
| Gautr                       | 가우트                         |                                                 | 〈귈피의 속임수〉, 〈시어법〉, 〈그림니르가 말하기를〉(54), 〈오딘의 이름들〉(1), Friðþjófsrímur, Skíðaríma, Landrésrímur, Hjálmþérsrímur, Geiplur, Bjarkarímur, Griplur, Þrændlur, Skáldhelgarímur, Blávusrímur, Geirarðsrímur, Völsungsrímur |  |
| Geiguðr                     | 게이구드                       | 매달린 사람                                     | 〈오딘의 이름들〉(3) |  |
| Geirlǫðnir                  | 게이를로드니르                 | 창을 부르는 자                                  | 〈오딘의 이름들〉(3) |  |
| Geirǫlnir                   | 게이롤니르                     | 창을 든 돌격자                                  | 〈오딘의 이름들〉(5) |  |
| Geirtýr                     | 게이르튀르                     | 핏덩이의 신 또는 창의 신                        | |  |
| Geirvaldr                   | 게이르발드                     | 핏덩이의 신 또는 창의 신                        | |  |
| Geldnir                     | 겔드니르                       |                                                 | |  |
| Ginnarr                     | 긴나르                         | 협잡꾼                                          | 〈오딘의 이름들〉(1) |  |
| Gizurr                      | 기주르                         | 수수께끼를 내는 이                              | 〈오딘의 이름들〉(1) |  |
| Gestumblindi                | 게스툼블린디                   | 눈먼 손님                                       | 〈헤르보르와 헤이드레이크의 사가〉(10), þulur, 〈오딘의 이름들〉(7) |  |
| Glapsviðr                   | 글라프스비드                   | 재빠른 사기꾼, 미치게 만드는 자                 | 〈귈피의 속임수〉, 〈그림니르가 말하기를〉(47), 〈오딘의 이름들〉(3) |  |
| Goði hrafnblóts             | 고디 흐라픈블로트스            | 도래까마귀를 부리는 고디                        | |  |
| Goðjaðarr                   | 고댜다르                       | 수호신                                          | |  |
| Gǫllnir                     | 골니르                         | 부르짖는 자                                     | 〈오딘의 이름들〉(3) |  |
| Gollorr                     | 골로르                         | 부르짖는 자                                     | 〈오딘의 이름들〉(1) |  |
| Gǫllungr                    | 골룽그                         | 부르짖는 자                                     | 〈오딘의 이름들〉(5) |  |
| Gǫndlir, Geldnir            | 곤들리르, 겔드니르             | 마법지팡이를 든 자                              | 〈귈피의 속임수〉, 〈그림니르가 말하기를〉(49), 〈오딘의 이름들〉(3) |  |
| Gramr Hliðskjálfar          | 그람 흘리드스캴파르            | 흘리드스캴프의 임금                             | |  |
| Grímnir                     | 그림니르                       | 두건을 쓴 자 또는 가면을 쓴 자                  | 〈귈피의 속임수〉, 〈그림니르가 말하기를〉(introduction, 47, 49), 할프레드 반드레다스칼드의 lausavísur (9), 에일리프 고드루나르손의 Þórsdrápa (3), Húsdrápa (1), 로근발드 칼리 콜손의 lausavísur (7), þulur, 〈오딘의 이름들〉(1)              |  |
| Grímr                       | 그림                           | 가면                                            | 〈귈피의 속임수〉, 〈그림니르가 말하기를〉(46, 47), þulur, 〈오딘의 이름들〉(3, 7) |  |
| Gunnblindi                  | 군블린디                       | 전투 눈먼 자                                    | 〈오딘의 이름들〉(8) |  |
| Hagvirkr                    | 하그비르크                     | 솜씨좋은 일꾼                                   | 〈오딘의 이름들〉(4) |  |
| Hangadróttinn               | 항가드로틴                     | 목매달린 자의 주인                              | 〈윙글링 일족의 사가〉 |  |
| Hangaguð, Hangatýr          | 항가구드, 항가튀르             | 목매달린 자의 신                                | 〈귈피의 속임수〉, 〈시어법〉 |  |
| Hangi                       | 항기                           | 목매달린 자                                     | |  |
| Haptabeiðir                 | 하프타베이디르                 | 지도자들의 사령관                               | |  |
| Haptaguð                    | 하프타구드                     | 죄수들의 신                                     | 〈귈피의 속임수〉 |  |
| Haptasnytrir                | 하프타스뉘트리르               | 신들의 교사                                     | |  |
| Haptsǫnir                   | 하프트소니르                   | 족쇄를 푸는 자                                  | |  |
| Hárbarðr                    | 하르바르드                     | 하얗게 센 턱수염, 회색 턱수염                   | 〈귈피의 속임수〉, 〈그림니르가 말하기를〉(49), 〈하르바르드의 음률시〉, þulur, 〈오딘의 이름들〉(3) |  |
| Hárr                        | 하                             | 높은                                            | 〈귈피의 속임수〉, 〈그림니르가 말하기를〉(46), 〈오딘의 이름들〉(2) |  |
| Harri Hliðskjálfar          | 하리 흘리드스캴파르            | 흘리드스캴프의 주인                             | |  |
| Hávi                        | 하비                           | 높은 존재                                       | 〈높으신 분이 말하기를〉(109, 111, 164), 〈오딘의 이름들〉(4) |  |
| Heimþinguðr hanga           | 헤임팅구드 항가                | 목매달린 자의 방문자                            | |  |
| Helblindi                   | 헬블린디                       | 저승 눈먼 자                                    | 〈귈피의 속임수〉, 〈그림니르가 말하기를〉(46) |  |
| Hengikeptr, Hengikjopt      | 헹기케프트, 헹기쿄프트         | 매달린 턱                                       | 〈오딘의 이름들〉(4) |  |
| Herblindi                   | 헤르블린디                     | 집주인 눈먼 자                                  | 〈오딘의 이름들〉(5) |  |
| Herfǫðr, Herjafǫðr          | 헤르포드, 헤랴포드             | 집주인들의 아버지                               | 〈귈피의 속임수〉, 〈무녀의 예언〉(29, 43), 〈바프스루드니르가 말하기를〉(2), 〈그림니르가 말하기를〉(19, 25, 26), 〈오딘의 이름들〉(5) |  |
| Hergautr                    | 헤르가우트                     | 집주인 가우트                                   | |  |
| Herjan                      | 헤랸                           | 전사, 개구리매                                  | 〈귈피의 속임수〉, 〈그림니르가 말하기를〉(46), 〈오딘의 이름들〉(2), 〈무녀의 예언〉(31) |  |
| Herteitr                    | 헤르테이트                     | 전쟁의 즐거움                                   | 〈귈피의 속임수〉, 〈그림니르가 말하기를〉(47), 〈오딘의 이름들〉(3) |  |
| Hertýr                      | 헤르튀르                       | 집주인들의 신                                   | 〈시어법〉 |  |
| Hildolfr                    | 힐돌프                         | 전투 늑대                                       | |  |
| Hjaldrgegnir                | 햘드게그니르                   | 전투의 교전자                                   | |  |
| Hjaldrgoð                   | 햘드고드                       | 전투의 신                                       | |  |
| Hjálmberi                   | 햘름베리                       | 투구를 쓴 자                                    | 〈귈피의 속임수〉, 〈그림니르가 말하기를〉(46), þulur, 〈오딘의 이름들〉(2) |  |
| Hjarrandi                   | 햐르란디                       | 비명지르는 자                                   | 〈오딘의 이름들〉(4) |  |
| Hléfreyr                    | 흘레프레위르                   | 유명한 주인 / 무덤의 주인                       | 〈오딘의 이름들〉(5) |  |
| Hleifruðr                   | 흘레이프루드                   |                                                 | 〈오딘의 이름들〉(4) |  |
| Hnikarr                     | 흐니카르                       | 전복자, 뒤집어엎는 자                           | 〈귈피의 속임수〉, 〈그림니르가 말하기를〉(47), 〈레긴이 말하기를〉(18, 19), 〈오딘의 이름들〉(2) |  |
| Hnikuðr                     | 흐니쿠드                       | 뒤집어엎는 자                                   | 〈귈피의 속임수〉, 〈그림니르가 말하기를〉(48), 〈오딘의 이름들〉(1) |  |
| Hoárr                       | 호아르                         | 외눈                                            | |  |
| Hǫtter                      | 호테르                         | 모자장이                                        | |  |
| Hovi                        | 호비                           | 높은 존재                                       | |  |
| Hrafnaguð, Hrafnáss         | 흐라프나구드                   | 도래까마귀 신                                   | 〈귈피의 속임수〉 |  |
| Hrafnfreistuðr              | 흐라픈프레이스투드             | 도래까마귀를 검사하는 자                        | |  |
| Hrami                       | 흐라미                         | 찢는 자                                         | 〈오딘의 이름들〉(4) |  |
| Hrani                       | 흐라니                         | 난폭한 사람                                     | |  |
| Hrjóðr                      | 흐료드                         | 으르렁거리는 것                                 | 〈오딘의 이름들〉(4) |  |
| Hroptr, Hroptatýr           | 흐로프트, 흐로프타튀르         | 슬기로운                                        | 〈귈피의 속임수〉, 〈시어법〉, 〈하콘이 말하기를〉(14), 울프 우가손의 Húsdrápa (8), 〈높으신 분이 말하기를〉(160), 〈그림니르가 말하기를〉(54), Sigrdrífumál (13), 〈오딘의 이름들〉(2, 3, 5), 〈무녀의 예언〉(62)                             |  |
| Hrosshársgrani              | 흐로스하르스그라니             | 말갈기 콧수염                                   | 〈가우트레크의 사가〉, 〈오딘의 이름들〉(4) |  |
| Hvatmóðr                    | 흐바트모드                     | 돋우는 돌의 용기                                | 〈오딘의 이름들〉(5) |  |
| Hveðrungr                   | 흐베드룽그                     | 날씨를 만드는 자                                | 〈오딘의 이름들〉(5) |  |
| Itreker                     | 이트레케르                     | 탁월한 지배자                                   | |  |
| Jafnhárr                    | 야픈하                         | 그만큼 높은                                     | 〈귈피의 속임수〉, 〈그림니르가 말하기를〉(49), 〈오딘의 이름들〉(8) |  |
| Jalfaðr                     | 얄파드                         | 황갈색 등                                       | |  |
| Jálg, Jálkr                 | 얄그, 얄크                     | 거세 또는 거세시술자                            | 〈귈피의 속임수〉, 〈그림니르가 말하기를〉(49, 54), 〈오딘의 이름들〉(7) |  |
| Jarngrímr                   | 야릉그림                       | 무쇠 가면                                       | |  |
| Jólnir, Jǫlnir              | 욜니르                         | 율의 존재                                       | 〈오딘의 이름들〉(7) |  |
| Jolfr                       | 욜프                           | 말-늑대, 곰                                     | |  |
| Jǫlfuðr, Jǫlfǫðr            | 욜푸드, 욜포드                 | 율의 아버지                                     | 〈오딘의 이름들〉(8) |  |
| Jǫrmunr                     | 요르문                         | 강력한 존재, 우주적인                           | 〈오딘의 이름들〉(8) |  |
| Kjalarr                     | 캴라르                         | 용골, 양육자                                    | 〈귈피의 속임수〉, 〈시어법〉, 〈그림니르가 말하기를〉(49), 〈오딘의 이름들〉(1) |  |
| Langbarðr                   | 랑그바르드                     | 긴 턱수염                                       | þulur, 〈오딘의 이름들〉(7) |  |
| Lǫndungr, Loðungr           | 론둥그, 로둥그                 | 덥수룩한 망토를 걸친 자                         | 〈오딘의 이름들〉(7) |  |
| Niðr Bors                   | 니드 보르스                    | 보르의 일가                                     | |  |
| Njótr                       | 뇨트                           | 사용자, 즐기는 자, 필요한 자                    | 〈오딘의 이름들〉(6) |  |
| Ófnir                       | 오프니르                       | 선동자                                          | 〈오딘의 이름들〉(7) |  |
| Olgr                        | 올그                           | 수호자, 보라매                                  | 〈오딘의 이름들〉(6) |  |
| Ómi                         | 오미                           | 울려퍼지는 존재                                 | 〈귈피의 속임수〉, 〈그림니르가 말하기를〉(49), 〈오딘의 이름들〉(7) |  |
| Óski                        | 오스키                         | 소원의 신                                       | 〈귈피의 속임수〉, 〈그림니르가 말하기를〉(49), 〈오딘의 이름들〉(8) |  |
| Rauðgrani                   | 라우드그라니                   | 붉은 콧수염                                     | Bárðar saga Snæfellsáss 18, O˛rvar-Odds saga 19ff. |  |
| Reiðartýr                   | 레이다르튀르                   | 수레의 신 또는 기수들의 신                      | |  |
| Rǫgnir                      | 로그니르                       | 다스리는 자                                     | 〈오딘의 이름들〉(5) |  |
| Rúnatýr                     | 루나튀르                       | 룬 문자의 신                                    | |  |
| Runni vagna                 | 룬니 바그나                    | 별자리를 움직이는 자                            | |  |
| Saðr                        | 사드                           | 진실된                                          | 〈귈피의 속임수〉, 〈그림니르가 말하기를〉(47), 〈오딘의 이름들〉(8) |  |
| Sanngetall                  | 사능게탈                       | 진실을 찾는 자                                  | 〈귈피의 속임수〉, 〈그림니르가 말하기를〉(47), 〈오딘의 이름들〉(7) |  |
| Síðgrani                    | 시드그라니                     | 긴 턱수염                                       | 〈알비스가 말하기를〉(6) |  |
| Síðhǫttr                    | 시드호트                       | 챙 넓은 모자                                    | 〈귈피의 속임수〉, 〈그림니르가 말하기를〉(48), þulur, 〈오딘의 이름들〉(4) |  |
| Síðskeggr                   | 시드스케그                     | 긴 턱수염                                       | 〈귈피의 속임수〉, 〈그림니르가 말하기를〉(48), þulur, 〈오딘의 이름들〉(6) |  |
| Sigðir                      | 시그디르                       | 승리를 주는 자                                  | 〈오딘의 이름들〉(6) |  |
| Sigfǫðr                     | 시그포드                       | 승리의 아버지                                   | 〈귈피의 속임수〉, 〈무녀의 예언〉(54), 〈그림니르가 말하기를〉(48), 〈오딘의 이름들〉(4) |  |
| Siggautr                    | 시가우트                       | 승리 기트인                                     | 〈오딘의 이름들〉(6) |  |
| Sigrhofundr                 | 시그호푼드                     | 승리의 저자                                     | |  |
| Sigmundr                    | 시그문드                       | 승리의 보호                                     | 〈오딘의 이름들〉(6) |  |
| Sigrúnnr                    | 시그룬느                       | 승리의 나무                                     | |  |
| Sigtryggr                   | 시그트뤼그                     | 승리의 확신                                     | 〈오딘의 이름들〉(8) |  |
| Sigtýr                      | 시그튀르                       | 승리의 신                                       | 〈시어법〉, 〈아틀리의 서사시〉(30), 글룸 게이라손의 Gráfeldardrápa (12) |  |
| Sigþrór                     | 시그트로르                     | 승리의 성공                                     | 〈오딘의 이름들〉(8) |  |
| Skilfingr                   | 스킬핑그                       | 떨리는 존재                                     | 〈귈피의 속임수〉, 〈그림니르가 말하기를〉(54), 〈오딘의 이름들〉(8) |  |
| Skollvaldr                  | 스콜발드                       | 배반의 지배자                                   | 〈오딘의 이름들〉(6) |  |
| Sonr Bestlu                 | 손느 베스틀루                  | 베스틀라의 아들                                 | |  |
| Spjalli Gauta               | 스퍌리 가우타                  | 고트인의 친구                                   | |  |
| Sváfnir                     | 스바프니르                     | 잠을 가져오는 자                                | 〈귈피의 속임수〉, 〈그림니르가 말하기를〉(54), 〈오딘의 이름들〉(4) |  |
| Sveigðir                    | 스베이그디르                   | 갈대의 운반자                                   | |  |
| Sviðarr                     | 스비다르                       |                                                 | 〈귈피의 속임수〉 |  |
| Sviðrir                     | 스비드리르                     | 진정시키는 자                                   | 〈귈피의 속임수〉, 〈그림니르가 말하기를〉(50), 〈오딘의 이름들〉(6) |  |
| Sviðuðr                     | 스비두드                       |                                                 | 〈오딘의 이름들〉(4) |  |
| Sviðurr                     | 스비두르                       | 현명한 존재                                     | 〈귈피의 속임수〉, 〈시어법〉, 〈그림니르가 말하기를〉(50), 〈오딘의 이름들〉(6) |  |
| Svipall                     | 스비팔                         | 변하는, 변신하는                                | 〈귈피의 속임수〉, 〈그림니르가 말하기를〉(47), 〈오딘의 이름들〉(3) |  |
| Svǫlnir                     | 스볼니르                       | 시원한                                          | 〈시어법〉, 〈오딘의 이름들〉(6) |  |
| Tveggi                      | 트베기                         | 두 배                                           | 〈오딘의 이름들〉(8), 〈무녀의 예언〉(63) |  |
| Tvíblindi                   | 트비블린디                     | 두 번 눈먼                                      | þulur, 〈오딘의 이름들〉(4) |  |
| Þekkr                       | 테크                           | 알려진, 환영받는 자                             | 〈귈피의 속임수〉, 〈그림니르가 말하기를〉(46), 〈오딘의 이름들〉(7) |  |
| Þrasarr                     | 트라사르                       | 다투는 자                                       | 〈오딘의 이름들〉(4) |  |
| Þriði                       | 트리디                         | 세 번째                                         | 〈길피의 속임수〉, 〈시어법〉, 〈그림니르가 말하기를〉(46), 〈오딘의 이름들〉(5) |  |
| Þriggi                      | 트리기                         | 세 배                                           | |  |
| Þrór                        | 토로르                         | 번영하는, 흥성이는                              | 〈귈피의 속임수〉, 〈그림니르가 말하기를〉(49), 〈오딘의 이름들〉(8) |  |
| Þróttr                      | 트로트                         | 힘                                              | Glymdrápa (2) |  |
| Þuðr                        | 투드                           | 창백한                                          | 〈귈피의 속임수〉, 〈오딘의 이름들〉(7) |  |
| Þundr                       | 툰드                           | 천둥소리를 내는 자                              | 〈귈피의 속임수〉, 〈높으신 분이 말하기를〉(145), 〈그림니르가 말하기를〉(46, 54), 〈오딘의 이름들〉(7) |  |
| Uðr                         | 우드                           | 사랑받는 자                                     | 〈귈피의 속임수〉, 〈그림니르가 말하기를〉(46), 〈오딘의 이름들〉(7) |  |
| Váfuðr                      | 바푸드                         | 방랑자                                          | 〈귈피의 속임수〉, 〈시어법〉, 〈그림니르가 말하기를〉(54) |  |
| Váfuðr Gungnis              | 바푸드 궁그니스                | 궁니르를 휘두르는 자                            | |  |
| Váði vitnis                 | 바디 비트니스                  | 늑대의 적수                                     | |  |
| Vakr                        | 바크                           | 깨어 있는 자, 깨우는 자                         | 〈귈피의 속임수〉, 〈그림니르가 말하기를〉(54), 〈오딘의 이름들〉(7) |  |
| Valdr galga                 | 발드르 갈가                    | 교수대의 지배자                                 | |  |
| Valdr vagnbrautar           | 발드르 바근브라우타르          | 천상의 지배자                                   | |  |
| Valfǫðr                     | 발포드                         | 살해당한 자의 아버지                            | 〈귈피의 속임수〉, 〈무녀의 예언〉(1, 27, 28), 〈그림니르가 말하기를〉(48), þulur, 〈오딘의 이름들〉(5) |  |
| Valgautr                    | 발가우트                       | 살인자-가우트, 살해당한 자의 가우트             | 〈시어법〉, 〈오딘의 이름들〉(8) |  |
| Valkjosandi                 | 발쿄산디                       | 살해당한 자의 선택자                            | |  |
| Valtamr                     | 발탐                           | 살해당한 길들임, 전사                           | |  |
| Valtýr                      | 발튀르                         | 살해당한 신                                     | |  |
| Valþognir                   | 발토그니르                     | 살해당한 수신자                                 | |  |
| Vegtam                      | 베그탐                         | 방랑자 또는 길-길들임                           | 〈발드르의 꿈〉(6, 13) |  |
| Veratýr                     | 베라튀르                       | 인간의 신, 또는 존재의 신                       | 〈귈피의 속임수〉, 〈오딘의 이름들〉(8) |  |
| Viðfräger                   | 비드프레게르                   | 널리 유명한                                     | |  |
| Viðrir                      | 비드리르                       | 폭풍처럼 날뛰는 자                              | 〈귈피의 속임수〉, 〈시어법〉, 〈로키의 말다툼〉(26) |  |
| Viðrímnir, Viðhrimnir       | 비드림니르, 비드흐림니르       | 반대로 비명지르는 자 또는 넓고 하얗게 센 턱수염 | 〈오딘의 이름들〉(1) |  |
| Viðurr                      | 비두르                         | 살해자                                          | 〈귈피의 속임수〉, 〈그림니르가 말하기를〉(49), 〈오딘의 이름들〉(6), 카를레비 룬돌 |  |
| Vingnir                     | 빙그니르                       | 흔드는 자                                       | 〈오딘의 이름들〉(5) |  |
| Vinr Lopts                  | 비느 롭트스                    | 롭트의 친구                                     | |  |
| Vinr Lóðurs                 | 비느 로두르스                  | 로두르의 친구                                   | |  |
| Vinr Míms                   | 비느 밈스                      | 미미르의 친구                                   | |  |
| Vinr stalla                 | 비느 스탈라                    | 제단의 친구                                     | |  |
| Vófuðr                      | 보푸드                         | 매달린 사람                                     | 〈오딘의 이름들〉(5) |  |
| Vǫlundr rómu                | 볼룬드 로무                    | 전투의 대장장이                                 | |  |
| Yggr                        | 위그                           | 끔찍한 존재                                     | 〈귈피의 속임수〉, 〈시어법〉, 〈무녀의 예언〉(28), 〈그림니르가 말하기를〉(53, 54), 〈오딘의 이름들〉(8) |  |
| Ýjungr, Ýrungr              | 위융그, 위룽그                 | 폭풍우 치는 또는 태고의 개천들                  | 〈오딘의 이름들〉(8) |  |

## 같이 보기
- 토르의 이름 목록
- 케닝그 목록